# Temporada 2007-2008 de la UE Figueres
Després de la desaparició simbòlica del club, la Unió va refundar-se el 2007 amb una nova entitat legal. Aquest canvi va obligar el club a començar des de la categoria més baixa del futbol català. La nova UE Figueres fou inscrita al grup 29 de la Tercera Territorial Catalana l'agost del 2007.
La primera temporada de la nova etapa, a Tercera Regional (actualment Quarta Catalana), amb Marcel·lí Coto d'entrenador, es tancà amb un primer gran èxit: la Unió va aconseguir l'ascens a Segona Territorial (actualment Tercera catalana) invicte, en assolir 33 victòries, 1 empat i cap derrota, per a un total de 100 punts sobre 102 possibles; i un balanç de 194 gols a favor i 22 en contra.

## Fets destacats
2007
- 16 de setembre: el Figueres debuta a Tercera Regional al Municipal de Vilatenim, amb una assistència de 600 espectadors, en una victòria plàcida per 3 a 0 davant de la UE Porqueres B.

2008
- 27 d'abril: el Figueres es proclama campió del grup 29 de Tercera Regional i aconsegueix l'ascens matemàtic a Segona Regional a 4 jornades pel final de lliga, després de guanyar a Vilatenim el Mariscal d'Ullà CF per 9 a 0.[2]

## Plantilla
| Núm. | Pos. |           | Jugador                           | Procedència              | Temporada |
| ---- | ---- | --------- | --------------------------------- | ------------------------ | --------- |
|      | POR  | Catalunya | Cipriano Fernández (Fernández)    | AE Roses                 | 2007-2008 |
|      | POR  | Catalunya | Javier Morillo (Morillo)          | CE Maçanet de Cabrenys   | 2007-2008 |
|      | DEF  | Catalunya | Xavier Camós (Camós)              |                          | 2007-2008 |
|      | DEF  | Catalunya | Pol Fernández (Fernández)         | AE Roses                 | 2007-2008 |
|      | DEF  | Catalunya | David Garcia (Dídac)              |                          | 2007-2008 |
|      | DEF  | Catalunya | Joaquín Marín (Marín)             | AE Roses                 | 2007-2008 |
|      | DEF  | Catalunya | Josep Maria Monturiol (Monturiol) |                          | 2007-2008 |
|      | MIG  | Catalunya | Ion Etxegoyen (Etxegoyen)         |                          | 2007-2008 |
|      | MIG  | Catalunya | Marc Gasull (Gasull)              | FC L'Escala              | 2007-2008 |
|      | MIG  | Catalunya | Jordi Masquef (Masquef)           | Vilajuïga CF             | 2007-2008 |
|      | MIG  | Catalunya | Albert Ramos (Ramos)              | Vilajuïga CF             | 2007-2008 |
|      | MIG  | Catalunya | Juan José Valverde (Valverde)     | UE La Jonquera           | 2007-2008 |
|      | DAV  | Catalunya | Roger Costejà (Costejà)           | UE Camprodon             | 2007-2008 |
|      | DAV  | Catalunya | Daniel Falguera (Falguera)        | Amer CF                  | 2007-2008 |
|      | DAV  | Catalunya | Adam Fontes (Fontes)              | UE Caldes                | 2007-2008 |
|      | DAV  | Catalunya | Abraham Huguet (Huguet)           | CF Empuriabrava Castelló | 2007-2008 |
|      | DAV  | Catalunya | Adán Lloveras (Lloveras)          |                          | 2007-2008 |
|      | DAV  | Catalunya | Pere Montserrat (Montserrat)      |                          | 2007-2008 |
|      | DAV  | Catalunya | Jordi Torrent (Torrent)           |                          | 2007-2008 |

Llegenda:  ·   Capità  ·   Juvenil  ·   Lesionat  ·   Altes  ·   Passaport europeu  ·   Extracomunitari  ·   Extracomunitari sense restricció

## Resultats
| Tercera Regional-Grup 29 |

| 16 setembre 2007 | UE Figueres | 3 – 0 | UE Porqueres B | Figueres                 |  |
| Jornada 1        |             |       |                | Municipal de Vilatenim · |  |

| 23 setembre 2007 | AU Gualta | 1 – 4 | UE Figueres | Gualta                     |  |
| Jornada 2        |           |       |             | Camp de futbol municipal · |  |

| 30 setembre 2007 | UE Figueres | 2 – 0 | UE Bàscara | Figueres                 |  |
| Jornada 3        |             |       |            | Municipal de Vilatenim · |  |

| 7 octubre 2007 | UE Calonge B | 2 – 4 | UE Figueres | Calonge                    |  |
| Jornada 4      |              |       |             | Camp de futbol municipal · |  |

| 14 octubre 2007 | UE Figueres | 6 – 1 | Medes L'Estartit FC | Figueres                 |  |
| Jornada 5       |             |       |                     | Municipal de Vilatenim · |  |

| 21 octubre 2007 | AD Sauleda | 1 – 1 | UE Figueres | Palafrugell                    |  |
| Jornada 6       |            |       |             | Camp de futbol de la Sauleda · |  |

| 28 octubre 2007 | UE Figueres | 6 – 0 | CF L'Armentera | Figueres                 |  |
| Jornada 7       |             |       |                | Municipal de Vilatenim · |  |

| 4 novembre 2007 | Rifland de Salt CF | 0 – 7 | UE Figueres | Salt             |  |
| Jornada 8       |                    |       |             | Camp de futbol · |  |

| 11 novembre 2007 | UE Figueres | 4 – 0 | UE Siurana | Figueres                 |  |
| Jornada 9        |             |       |            | Municipal de Vilatenim · |  |

| 18 novembre 2007 | Aro CE B | 0 – 4 | UE Figueres | Castell d'Aro              |  |
| Jornada 10       |          |       |             | Camp de futbol municipal · |  |

| 25 novembre 2007 | UE Figueres | 5 – 1 | FC Sant Pere Pescador | Figueres                 |  |
| Jornada 11       |             |       |                       | Municipal de Vilatenim · |  |

| 2 desembre 2007 | Ullà FC | 0 – 9 | UE Figueres | Ullà                       |  |
| Jornada 12      |         |       |             | Camp de futbol municipal · |  |

| 9 desembre 2007 | Mariscal d'Ullà CF | 1 – 7 | UE Figueres | Ullà             |  |
| Jornada 13      |                    |       |             | Camp de futbol · |  |

| 16 desembre 2007 | CE Cristinenc | 0 – 3 | UE Figueres | Santa Cristina d'Aro       |  |
| Jornada 14       |               |       |             | Camp de futbol municipal · |  |

| 23 desembre 2007 | UE Figueres | 2 – 0 | Mont-ras CE | Figueres                 |  |
| Jornada 15       |             |       |             | Municipal de Vilatenim · |  |

| 13 gener 2008 | UE Figueres | 13 – 1 | CF Camallera | Figueres                 |  |
| Jornada 16    |             |        |              | Municipal de Vilatenim · |  |

| 20 gener 2008 | FC Ventalló | 1 – 4 | UE Figueres | Ventalló                   |  |
| Jornada 17    |             |       |             | Camp de futbol municipal · |  |

| 27 gener 2008 | UE Porqueres B | 0 – 3 | UE Figueres | Porqueres                  |  |
| Jornada 18    |                |       |             | Camp de futbol municipal · |  |

| 3 febrer 2008 | UE Figueres | 5 – 2 | AU Gualta | Figueres                 |  |
| Jornada 19    |             |       |           | Municipal de Vilatenim · |  |

| 10 febrer 2008 | UE Bàscara | 1 – 3 | UE Figueres | Bàscara                    |  |
| Jornada 20     |            |       |             | Camp de futbol municipal · |  |

| 17 febrer 2008 | UE Figueres | 4 – 1 | UE Calonge B | Figueres                 |  |
| Jornada 21     |             |       |              | Municipal de Vilatenim · |  |

| 24 febrer 2008 | Medes L'Estartit FC | 0 – 2 | UE Figueres | L'Estartit                 |  |
| Jornada 22     |                     |       |             | Camp de futbol municipal · |  |

| 2 març 2008 | UE Figueres | 6 – 1 | AD Sauleda | Figueres                 |  |
| Jornada 23  |             |       |            | Municipal de Vilatenim · |  |

| 9 març 2008 | CF L'Armentera | 1 – 8 | UE Figueres | L'Armentera                |  |
| Jornada 24  |                |       |             | Camp de futbol municipal · |  |

| 16 març 2008 | UE Figueres | 8 – 0 | Rifland de Salt CF | Figueres                 |  |
| Jornada 25   |             |       |                    | Municipal de Vilatenim · |  |

| 30 març 2008 | UE Siurana | 1 – 10 | UE Figueres | Siurana                    |  |
| Jornada 26   |            |        |             | Camp de futbol municipal · |  |

| 6 abril 2008 | UE Figueres | 10 – 1 | Aro CE B | Figueres                 |  |
| Jornada 27   |             |        |          | Municipal de Vilatenim · |  |

| 13 abril 2008 | FC Sant Pere Pescador | 1 – 2 | UE Figueres | Sant Pere Pescador         |  |
| Jornada 28    |                       |       |             | Camp de futbol municipal · |  |

| 20 abril 2008 | UE Figueres | 13 – 0 | Ullà FC | Figueres                 |  |
| Jornada 29    |             |        |         | Municipal de Vilatenim · |  |

| 27 abril 2008 | UE Figueres | 9 – 0 | Mariscal d'Ullà CF | Figueres                 |  |
| Jornada 30    |             |       |                    | Municipal de Vilatenim · |  |

| 4 maig 2008 | UE Figueres | 9 – 0 | CE Cristinenc | Figueres                 |  |
| Jornada 31  |             |       |               | Municipal de Vilatenim · |  |

| 11 maig 2008 | Mont-ras CE | 1 – 7 | UE Figueres | Mont-ras                   |  |
| Jornada 32   |             |       |             | Camp de futbol municipal · |  |

| 18 maig 2008 | CF Camallera | 1 – 7 | UE Figueres | Camallera                  |  |
| Jornada 33   |              |       |             | Camp de futbol municipal · |  |

| 25 maig 2008 | UE Figueres | 4 – 2 | FC Ventalló | Figueres                 |  |
| Jornada 34   |             |       |             | Municipal de Vilatenim · |  |

## Classificació
| Pos. | Equip                 | J  | G  | E | P  | GF  | GC  | DG   | pts. |
| --- | --------------------- | -- | -- | - | -- | --- | --- | ---- | ---- |
| 1r | UE Figueres           | 34 | 33 | 1 | 0  | 194 | 22  | +172 | 100  |
| 2n | AD Sauleda            | 34 | 27 | 5 | 2  | 97  | 35  | +62  | 86   |
| 3r | FC Sant Pere Pescador | 34 | 23 | 5 | 6  | 111 | 41  | +70  | 74   |
| 4t | UE Calonge B          | 34 | 22 | 3 | 9  | 127 | 60  | +67  | 69   |
| 5è | UE Bàscara            | 34 | 20 | 6 | 8  | 113 | 50  | +68  | 66   |
| 6è | FC Ventalló           | 34 | 20 | 4 | 10 | 96  | 59  | +37  | 64   |
| 7è | Medes L'Estartit FC   | 34 | 19 | 6 | 9  | 107 | 46  | +61  | 63   |
| 8è | CE Cristinenc         | 34 | 19 | 3 | 12 | 93  | 57  | +36  | 60   |
| 9è | Mont-ras CE           | 34 | 14 | 9 | 11 | 64  | 51  | +13  | 51   |
| 10è | Rifland de Salt CF    | 34 | 14 | 4 | 16 | 67  | 99  | -32  | 46   |
| 11è | AU Gualta             | 34 | 11 | 5 | 16 | 78  | 95  | -17  | 38   |
| 12è | CF L'Armentera        | 34 | 9  | 7 | 18 | 60  | 87  | -27  | 34   |
| 13è | Aro CE B              | 34 | 10 | 2 | 22 | 54  | 107 | -53  | 32   |
| 14è | UE Porqueres B        | 34 | 8  | 5 | 21 | 51  | 73  | -22  | 29   |
| 15è | UE Siurana            | 34 | 7  | 5 | 22 | 58  | 99  | -41  | 26   |
| 16è | Mariscal d'Ullà CF    | 34 | 7  | 4 | 23 | 61  | 117 | -56  | 25   |
| 17è | CF Camallera          | 34 | 4  | 4 | 26 | 39  | 168 | -129 | 16   |
| 18è | Ullà FC               | 34 | 0  | 0 | 34 | 26  | 234 | -208 | 0    |
| En verd, els equips que ascendiren a Segona Regional, i en groc, els que disputaren la fase de promoció. |                       |    |    |   |    |     |     |      |      |